# Глутаматы
Глутаматы — группа химических соединений, соли и эфиры глутаминовой кислоты.
- Глутамат калия — монокалиевая соль глутаминовой кислоты, пищевая добавка E622
- глутамат натрия — мононатриевая соль глутаминовой кислоты, пищевая добавка E621
- Аспартатаминотрансфераза (АСТ, АсАт; также глутамат оксалоацетат трансаминаза) — эндогенный фермент из группы трансфераз.